# 噺家カミサン繁盛記
『噺家カミサン繁盛記』（はなしかかみさんはんじょうき）は、落語家10代目柳家小三治の妻・郡山和世のエッセイ。またそれを原作としたテレビドラマ。

## 概要
1990年11月に講談社から出版。1999年8月に文庫化。江戸っ子であり医者の娘である郡山和世が自らの生い立ちから落語家との恋愛・結婚生活までを江戸言葉で紡いでいく。

## テレビドラマ
フジテレビ系列の『妻たちの劇場』で、1991年11月4日 - 12月13日に放送された朝の連続ドラマ。落語家で人間国宝の10代目柳家小三治が二つ目昇進から妻との結婚、弟子とのトラブルまでの半生を題材としている。なお、小三治本人は出演していない。全30回。

### キャスト
- 村山和代→吉岡和代（おかみさん）：清水由貴子

- かえる家小三太→小はん太（吉岡厚造）：梨本謙次郎

- 村山かな江（和代の母）：茅島成美
- 村山正三（医者・和代の父）：加藤武

- 森之家喜久助→青葉亭喜久丸[1]（落語家・小はん太の親友）：松尾貴史
- かえる家小判（落語家・小はん太の先輩・兄弟子）：石井洋祐
- かえる家小天（落語家・小はん太の後輩・弟弟子）：柳家九治（現・7代目柳亭燕路）

- かえる家文太・伊藤文次郎（小はん太の一番弟子）：湯江健幸（現・湯江タケユキ）
- かえる家おい太・下山浩（小はん太の二番弟子）：瀬戸陽一朗
- かえる家小雄太・雄三（小はん太の三番弟子）：毛利賢一（現・ケンイチ大倉）

- 山下ひろみ（和代の親友）：棟里佳
- 野中千代子（村山医院の看護婦）：鷲見利恵
- 正紀（和代の子供）：荘田優志（第11回～第29回）→三浦光（最終回のみ）
- 山上（喫茶店ＰＯＴのマスター）：きたろう

- かえる家小はん（小はん太の師匠）：3代目古今亭志ん朝
- 敏子（小はん師匠のおかみさん）：野際陽子

### スタッフ
- 原作：郡山和世
- 企画：遠藤龍之介（フジテレビ）
- プロデューサー：柴田徹、蒔田光治、安念正一
- 音楽：渡辺博也
- 制作：フジテレビ、東宝株式会社

## 放送リスト
| 話数   | 放映日        | 脚本     | 演出     | ゲスト                                                          |
| ------ | ------------- | -------- | -------- | --------------------------------------------------------------- |
| 第1回  | 1991年11月4日 | 布勢博一 | 斎藤郁宏 | 加賀谷純一、情野真由美、斉藤麻里                                |
| 第2回  | 11月5日       | 布勢博一 | 斎藤郁宏 | 夏川加奈子、高柳葉子、加世幸一、伊東あつ子、南雲由記子          |
| 第3回  | 11月6日       | 布勢博一 | 斎藤郁宏 | 椎谷建治、白岩久尚、斉藤麻里                                    |
| 第4回  | 11月7日       | 布勢博一 | 斎藤郁宏 | 可愛かずみ、山川弘乃、斉藤麻里                                  |
| 第5回  | 11月8日       | 布勢博一 | 斎藤郁宏 | 可愛かずみ                                                      |
| 第6回  | 11月11日      | 布勢博一 | 斎藤郁宏 | 本山可久子、加藤治                                              |
| 第7回  | 11月12日      | 布勢博一 | 斎藤郁宏 |                                                                 |
| 第8回  | 11月13日      | 布勢博一 | 斎藤郁宏 | 柳家〆治、堀勉、野村ちこ、山田博行                              |
| 第9回  | 11月14日      | 布勢博一 | 斎藤郁宏 | 布施絵里（現・ふせえり）                                        |
| 第10回 | 11月15日      | 布勢博一 | 斎藤郁宏 | 川辺久造                                                        |
| 第11回 | 11月18日      | 布勢博一 | 阿部雄一 | 柳家小のり（現・柳家禽太夫）、山崎猛 (俳優)、遠山俊也、森山米次 |
| 第12回 | 11月19日      | 布勢博一 | 阿部雄一 | 松美里杷（現・ふくまつみ）、藤井佳代子、ひがし由貴              |
| 第13回 | 11月20日      | 布勢博一 | 阿部雄一 | 林昭夫、戸川暁子、柳家小のり                                    |
| 第14回 | 11月21日      | 布勢博一 | 阿部雄一 |                                                                 |
| 第15回 | 11月22日      | 布勢博一 | 阿部雄一 | 小河麻衣子、大塚仁志                                            |
| 第16回 | 11月25日      | 布勢博一 | 斎藤郁宏 | 山本ふじこ、阿部光子、南英二、高橋寛                            |
| 第17回 | 11月26日      | 布勢博一 | 斎藤郁宏 | 小松直史、松本啓介                                              |
| 第18回 | 11月27日      | 布勢博一 | 斎藤郁宏 | 寺田路恵、大山豊 (俳優)、鈴木泰明、山中康司                     |
| 第19回 | 11月28日      | 布勢博一 | 斎藤郁宏 | 船場牡丹                                                        |
| 第20回 | 11月29日      | 布勢博一 | 阿部雄一 |                                                                 |
| 第21回 | 12月2日       | 布勢博一 | 阿部雄一 | 篠田薫、大森啓祠朗、眞田陽一郎、柳家小のり、竹内靖、大塩武      |
| 第22回 | 12月3日       | 布勢博一 | 阿部雄一 | 谷河龍子、森久絵                                                |
| 第23回 | 12月4日       | 布勢博一 | 阿部雄一 |                                                                 |
| 第24回 | 12月5日       | 布勢博一 | 阿部雄一 |                                                                 |
| 第25回 | 12月6日       | 布勢博一 | 阿部雄一 | 寺田路恵、柳家小のり、蘭紅徹、徳山盛男                          |
| 第26回 | 12月9日       | 布勢博一 | 斎藤郁宏 | 益富信孝、柳家小のり                                            |
| 第27回 | 12月10日      | 布勢博一 | 斎藤郁宏 | 真鍋敏宏、船戸健行                                              |
| 第28回 | 12月11日      | 布勢博一 | 斎藤郁宏 | 菊地陽子、浅沼晋平、椎名茂、佐藤裕一、柳家小のり                |
| 第29回 | 12月12日      | 布勢博一 | 斎藤郁宏 |                                                                 |
| 最終回 | 12月13日      | 布勢博一 | 斎藤郁宏 | 鈴木彩菜                                                        |

### 主題歌
- 『ONE FINE DAY』
  - 作詞・作曲：キャロル・キング＆ジェリー・ゴフィン / 編曲：岡本洋 / 歌：早見優
  - レーベル：東芝EMI / 品番：TODT-2720

| フジテレビ制作 妻たちの劇場                  | フジテレビ制作 妻たちの劇場                   | フジテレビ制作 妻たちの劇場           |
| 前番組                                       | 番組名                                        | 次番組                                |
| -------------------------------------------- | --------------------------------------------- | ------------------------------------- |
| ママたちの受験戦争 （1991.9.23 - 1991.11.1） | 噺家カミサン繁盛記 （1991.11.4 - 1991.12.13） | 家族あわせ （1991.12.16 - 1992.2.21） |